# ボタンカバー

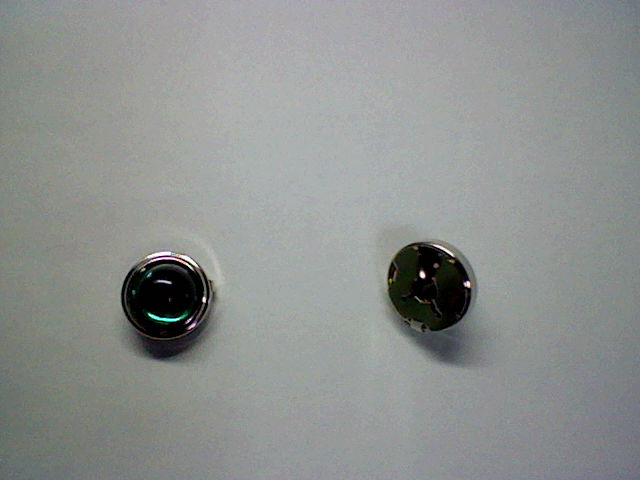
ボタンカバー

ボタンカバーは、ドレスシャツやブラウスの袖を留めるための装身具である。

## 概要
カフリンクスが挿せないワイシャツや首元のボタンの飾り、ブレザーのボタンをスーツ風に変えたりするなどの代用として用いることがある。金具（金属製が多いがプラスチック製もある）に布製のボタンや金属製のボタンが多いが、石やガラスを埋め込んだボタンもある。
カフリンクスと違い袖口はボタンを閉めた状態と同じになる。
下の金具をワイシャツに挟み、ボタンに被せることで装着することができる。